# Luboš Anina
Luboš Anina (* 16. července 1956) je bývalý československý fotbalista, útočník a záložník.

## Fotbalová kariéra
V československé lize hrál za Jednotu Trenčín (1977–1978) a Tatran Prešov (1980–1986). Nastoupil ke 157 ligovým utkáním a dal 22 góly. V sezoně 1979/80 byl nejlepším střelcem SNFL (II. liga) se 14 brankami.

## Ligová bilance
| Ročník                                      | Zápasy | Góly | Klub            |
| ------------------------------------------- | ------ | ---- | --------------- |
| 1. československá fotbalová liga 1977/78    | 6      | 0    | Jednota Trenčín |
| 1. slovenská národní fotbalová liga 1978/79 | -      | -    | TJ ZŤS Martin   |
| 1. slovenská národní fotbalová liga 1979/80 | -      | 14   | TJ ZŤS Martin   |
| 1. československá fotbalová liga 1980/81    | 30     | 6    | Tatran Prešov   |
| 1. československá fotbalová liga 1981/82    | 28     | 1    | Tatran Prešov   |
| 1. československá fotbalová liga 1982/83    | 28     | 7    | Tatran Prešov   |
| 1. československá fotbalová liga 1983/84    | 26     | 4    | Tatran Prešov   |
| 1. československá fotbalová liga 1984/85    | 23     | 2    | Tatran Prešov   |
| 1. československá fotbalová liga 1985/86    | 16     | 2    | Tatran Prešov   |
| CELKEM 1. liga                              | 157    | 22   |                 |